# Paroeme meridionalis
Paroeme meridionalis là một loài bọ cánh cứng trong họ Cerambycidae.